# Wyższe Studium Handlowe w Krakowie
Wyższe Studium Handlowe w Krakowie – szkoła wyższa powstała w Krakowie w 1925 roku w wyniku wyodrębnienia się ze Szkoły Handlowej w Krakowie. Szkoła ta dała początek dzisiejszemu Uniwersytetowi Ekonomicznemu w Krakowie. 

## Geneza
Po odzyskaniu przez Polskę niepodległości po pierwszej wojnie światowej powstała potrzeba kształcenia specjalistów z wyższym wykształceniem ekonomicznym. Początkowo przy szkole średniej  (zob. Szkoła Handlowa w Krakowie) utworzono najpierw kursy dla abiturientów szkół średnich, a w 1924 r. Instytut Towaroznawczy prowadzący 2-letnie studium towaroznawcze. To właśnie szkoła z instytutem dały początki pierwszej wyższej szkole o profilu ekonomicznym w Krakowie, trzecia tego typu prywatna szkoła wyższa w Polsce (po Warszawie i Lwowie). Powołana 25 maja 1925 r. przez władze państwowe otrzymała nazwę Wyższego Studium Handlowego (WSH). 1 października 1925 r. współzałożyciel i pierwszy dyrektor Szkoły prof. dr Arnold Bolland dokonał uroczystej inauguracji pierwszego roku akademickiego. Moment ten uważany jest za początek dzisiejszego Uniwersytetu Ekonomicznego w Krakowie.
Współtwórcami szkoły byli prof. Arnold Bolland (docent Uniwersytetu Jagiellońskiego i Politechniki Lwowskiej) oraz prof. Albin Żabiński. 
Przez cały czas funkcjonowania szkoły pod tą nazwą (1925-1938) dyrektorem szkoły był prof. Arnold Bolland.

## Lokalizacja
Wyższe Studium Handlowe początkowo mieściło się w budynku przy ul. Kapucyńskiej 2. W roku w 1927 r. szkoła wybudowała własny budynek przy ul. Sienkiewicza 4, a w 1930 r. drugi przy ul. Sienkiewicza 5. Budynki te są w posiadaniu Uniwersytetu Ekonomicznego i znajduje się tam Instytut Towaroznawstwa UE.
Nad wejściem do siedziby Wyższego Studium Handlowego umieszczono łaciński napis: Rerum cognoscere causas et valorem (Poznawać przyczyny i wartość rzeczy), które jest do dziś mottem Uniwersytetu.

## Studia
Studia prowadzone w Wyższej Szkole Handlowej w Krakowie trwały 3 lata w latach 1925-1939, a od 1930 r. wprowadzono dodatkowy rok (tzw. rok pracy badawczej), w czasie którego abiturienci przygotowywali pracę dyplomową (odpowiednik dzisiejszego licencjata). 
Wyższe Studium Handlowe oferowało następujące kierunki kształcenia:
- ogólnohandlowy,
- towaroznawczy,
- orientalny (handlu ze Wschodem),
- gospodarki samorządowej,
- skarbowo-celny,
- pedagogiczny.

W pierwszym roku istnienia Szkoły studia rozpoczęło 222 studentów, w roku akademickim 1938/39 było ich 1487. Źródłem finansowania Szkoły były opłaty studenckie i dotacje płynące z Ministerstwa Wyznań Religijnych i Oświecenia Publicznego.

## Prawa akademickie
Szkoła (pomimo że kształciła na poziomie akademickim) nie posiadała pełnych praw akademickich. Nie mogła nadawać tytułu magistra, a szkołą kierował dyrektor (nie rektor). W 1938 roku została przekształcona w Akademię Handlową w Krakowie uzyskując pełne prawa akademickie.